# Abelardo Riera
Abelardo Riera Fernández, né le 13 décembre 1912 près de Gijón (Asturies, Espagne), est un footballeur espagnol des années 1930 qui jouait au poste de défenseur.

## Carrière
Abelardo Riera débute en première division espagnole avec le Real Oviedo lors de la saison 1935-1936.
Il joue la saison 1939-1940 avec le FC Barcelone. Avec le Barça, il joue huit matchs de championnat.
Il retourne au Real Oviedo pour la saison 1940-1941. Avec Oviedo, Riera joue un total de 31 matchs de championnat en Division 1.